# 哈加-赫利亚应用科学大学

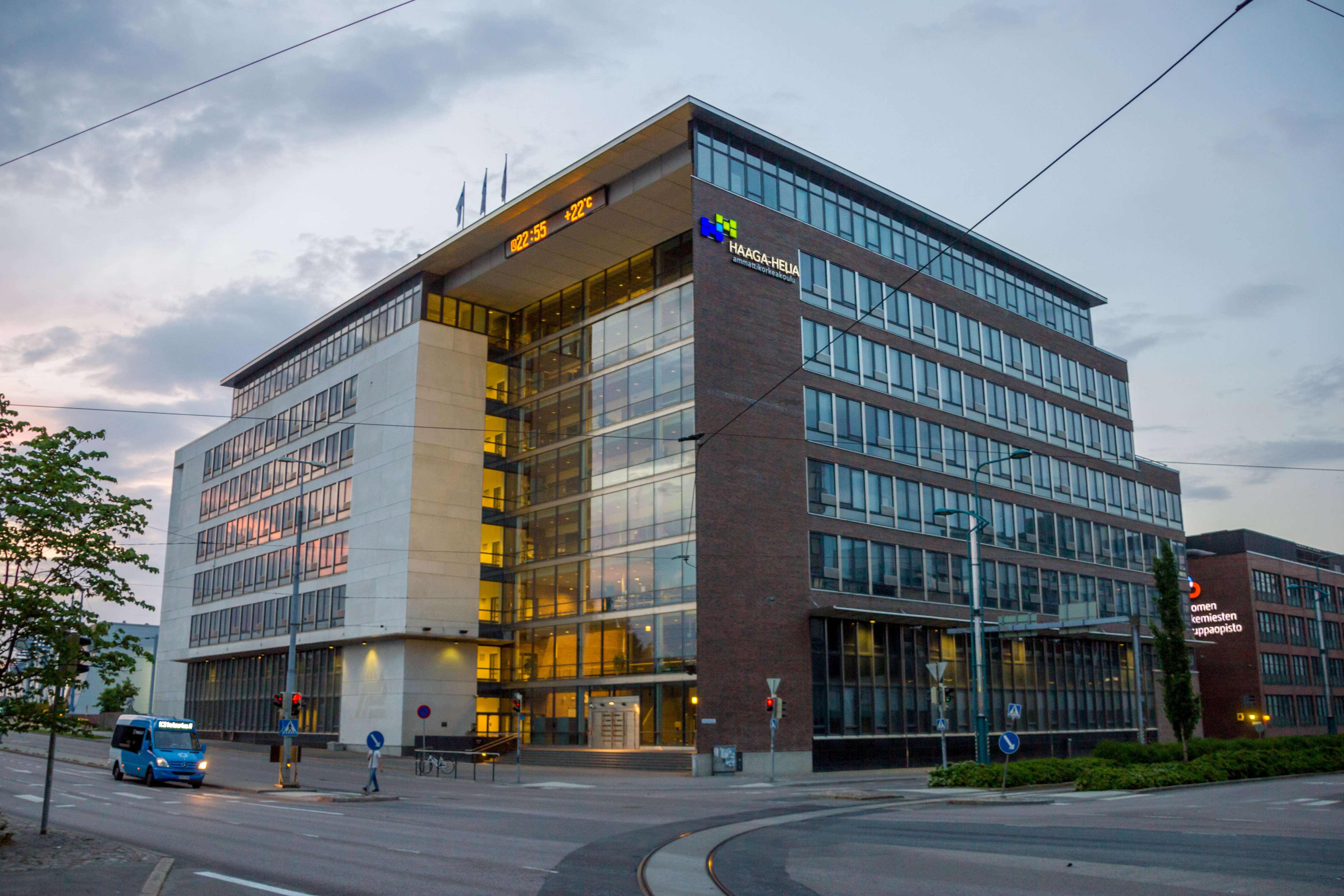
哈加-赫利亚位于赫尔辛基帕西拉区的主楼

哈加-赫利亚应用科学大学（芬蘭語：Haaga-Helia ammattikorkeakoulu）是芬兰的一所应用科学大学。该大学由芬兰教育文化部监督及认证。主校区在赫尔辛基市的帕西拉区，在赫尔辛基其他市区及波尔沃和黑诺拉（维耶鲁迈基区）也有教学设施。
哈加-赫利亚提供商学、信息技术、体育及休闲教育、旅游服务、新闻学、职业师范等专业的学士和硕士课程。学生数量约为11,000人，其中有1000个国际学生。教职工数量为650人，其中400人为全职雇员。在商学方面，哈加-赫利亚是北欧国家中最大的教育机构。